# Anelassorhynchus vegrandis
Anelassorhynchus vegrandis är en djurart som tillhör fylumet skedmaskar, och som först beskrevs av Lampert 1883.  Anelassorhynchus vegrandis ingår i släktet Anelassorhynchus och familjen Echiuridae. Inga underarter finns listade i Catalogue of Life.